# 喬爾諾澤姆內 (梅利托波爾區)
46°47′15″N 34°49′53″E / 46.78750°N 34.83139°E
喬爾諾澤姆內（烏克蘭語：Чорноземне）是位於烏克蘭東南部的村莊，由扎波羅熱州梅利托波爾區的亞基米夫卡市鎮負責管轄。該村始建於1921年，面積1.08平方公里，海拔高度51米，2001年人口678，人口密度每平方公里630人。

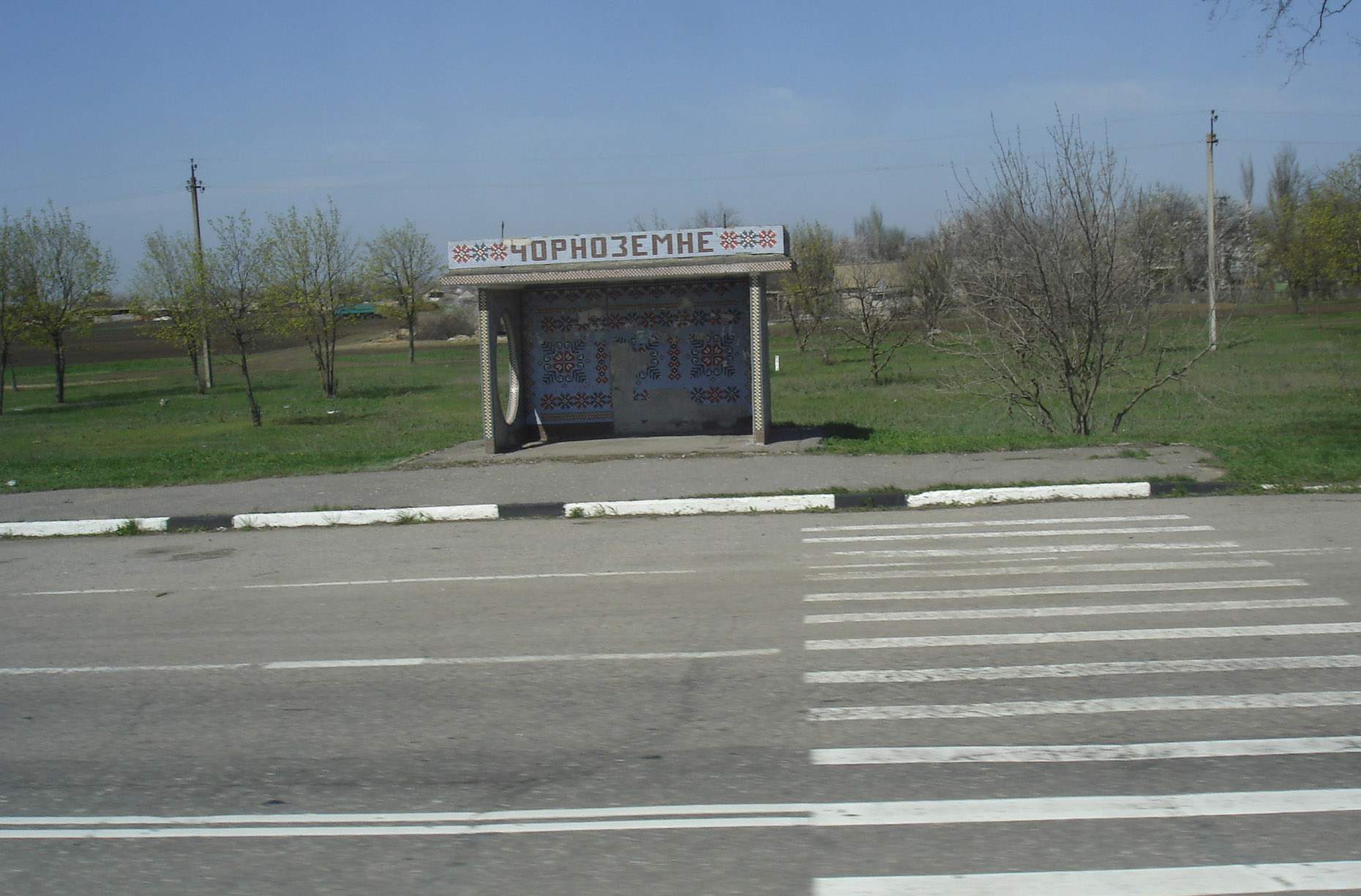